# Prostitution i Portugal
Prostitution i Portugal är legalt, men det är illegalt för tredje part att uppmuntra, marknadsföra, underlätta eller dra vinning från prostitution som görs av någon annan Följaktligen är organiserad prostitution (bordeller, prostitutionsringar med mera) förbjudet
 Det är svårt att uppskatta hur många som arbetar inom prostitution, men i mitten av 2000-talet uppskattades antalet kvinnliga prostituerade i landet till 28.000, varav minst hälften var utländska kvinnor

## Historik
- 1949 infördes en lag kring sexuellt överförbara sjukdomar. Lagen medförde större restriktioner kring bordeller och att myndigheterna skulle ha rätt att stänga dem om det kunde antas att bordellerna innebar ett hot mot den allmänna hälsan. En undersökning gjordes vilken uppskattade att det vid tidpunkten fanns 5276 registrerade prostituerade och 485 bordeller, varav flertalet i storstäderna (Lissabon, Porto, Coimbra och Evora). Det uppmärksammades också att de registrerade prostituerade endast var en liten del av alla som sålde sexuella tjänster. Lagens långsiktiga syfte var att prostitutionen skulle avskaffas[6].

- 1963 blev prostitution olagligt[7] och bordeller och liknande inrättningar stängdes ner. Lagen hade dock föga effekt på prostitutionen totalt sett och den 1 januari 1983 togs förbudet bort. Däremot gjordes det olagligt att främja prostitution liksom att tjäna pengar på verksamheten (för tredje part). Tillägg till lagen gjordes 1995, 1998 och 2001, där de senaste tilläggen handlade specifikt om barnprostution och trafficking[8].